# Mimoň
Mimoň (in tedesco Niemes) è una città della Repubblica Ceca facente parte del distretto di Česká Lípa, nella regione di Liberec.

## Amministrazione

### Gemellaggi
- Oelsnitz
- Złotoryja
- Nová Baňa